# Sōichirō Hoshi
 (novembre 2019).
Si vous disposez d'ouvrages ou d'articles de référence ou si vous connaissez des sites web de qualité traitant du thème abordé ici, merci de compléter l'article en donnant les références utiles à sa vérifiabilité et en les liant à la section « Notes et références ».
Sōichirō Hoshi (保志 総一朗, Hoshi Sōichirō) est un seiyū japonais né le 30 mai 1972 à Aizuwakamatsu (préfecture de Fukushima au Japon).

## Biographie

### Enfance et formation
Il est né le 30 mai 1972 à Aizuwakamatsu.

## Rôles

### Séries d’animation
- .hack//Legend of the Twilight : Reki
- Ai Yori Aoshi : Kaoru Hanabishi
- Ai Yori Aoshi Enishi : Kaoru Hanabishi
- Angelic Layer : Ohjiro Mihara
- Argento Soma : Takuto Kaneshiro / Ryu Soma
- Battle B-Daman (ja) : Akyuras
- Beyblade G-Revolution : Brooklyn
- Blaue Rosen : Akira Shiraishi
- Détective Conan : Tamanosuke Ito
- Croquette! : Rizotto
- Demashita! Powerpuff Girls Z : Brick
- Digimon Savers : Masaru Daimon
- Enfer et Paradis : Souichiro Nagi
- GetBackers : Kazuki Fuuchouin
- Gokudo : Issa
- Gun X Sword : Garret
- Gundam Seed : Kira Yamato
- Gundam Seed Destiny : Kira Yamato
- Haré+Guu : Seiichi Tachibana
- Harukanaru toki no naka de ~Hachiyou syo~ : Eisen
- Higurashi no Naku Koro ni : Keiichi Maebara
- Infinite Ryvius : Yuki Aiba
- Kuroko's Basket : Kasamatsu Yukio
- Zorori le magnifique : Arthur
- Kikou Sennyo Rouran : Yamato Mikogami
- Kirarin Revolution : Seiji Hiwatari
- La Loi d'Ueki : Seiichirou Sano
- Lost Universe : Kain Blueriver
- Märchen Awakens Romance : Alviss
- Meine Liebe : Camus
- Mekaku City Actors : Kousuke Seto
- Melody of Oblivion : Skyblue
- Mirumo : Kaoru Matsutake
- Naruto : Yashamaru
- Nintama Rantarō : Senzo Tachibana
- Nura : Le Seigneur des Yokaï : Mezomaru
- Onegai Teacher : Kei Kusanagi
- Onegai twins : Kei Kusanagi
- Piano: The Melody of a Young Girl's Heart : Takizawa
- Planetes : Kyutaro Hoshino
- Pluster World : Mashanta
- Princess Princess : Akira Sakamoto
- Rave : Lucia Raregroove
- Saiyuki : Son Goku
- Samurai Deeper Kyo : Akira
- Scryed : Kazuma
- Shining Tears X Wind : Souma Akizuki/Zero
- Sora no Otoshimono : Tomoki Sakurai
- Steam Detectives : Narutaki
- Suki na mono wa suki dakara shōganai : Sunao Fujimori / Ran
- Tactics : Sugino
- Tales of Eternia : Keele Zeibel
- Prince du tennis : Gakuto Mukahi
- ToHeart : Masashi Sato
- Tokyo Underground : Ginnosuke Isuzu
- Uragiri wa Boku no Namae wo Shitteiru : Yuki Sakurai/Giou
- Vampire Knight : Senri Shiki
- Vampire Knight Guilty : Senri Shiki
- Xenosaga : Chaos

### OAV
- .hack//Liminality : Makino

### Films
- Babar, roi des éléphants : Arthur
- Broken Blade : Rygart Arrow
- Crayon Shin-chan L'Aventure du Hender Land : Gōman
- Devil Kings : The Last Party : Sanada Yukimura
- Doraemon Nobita no Taiyouou Densetsu : Kakao
- Engine Sentai Go-onger BUN BUN! BAN BAN! Gekijō BANG!! : Engine Birca
- Gekijōban Engine Sentai Go-onger VS. Gekiranger : Engine Birca
- Naruto Shippuden : La Flamme de la volonté : Hiruko
- Sora no Otoshimono : The Angeloid of Clockwork : Tomoki Sakurai

### Jeux vidéo
- Atsumori Taira no (Harukanaru Toki no Naka de 3 2004-)
- Bartz Klauser (Dissidia Final Fantasy 2009 ; Dissidia 012 Final Fantasy 2011 ; Final Fantasy Explorers 2014 ; Dissidia Final Fantasy NT 2015 ; World of Final Fantasy 2016 ; Dissidia Final Fantasy Opera Omnia 2017)
- Calintz (Magna Carta 2004-05)
- Camus (Meine Liebe 2004, 2006)
- Canard Pars (Gundam SEED Astray 2005)
- Carrol Martel (Apocripha/0 2001)
- Chaos (Yeshua) (Xenosaga series 2002, 2004, 2006)
- Copain (SkyGunner 2001)
- Eisen (Harukanaru toki no naka de 2000-)
- Enrique (Skies of Arcadia 2000)
- Erich Jaeger (Ace Combat 3: Electrosphere 1999)
- Fayt Leingod (Star Ocean: Till the End of Time 2003)
- Hythlodaeus (Final Fantasy XIV: Endwalker 2021)
- Itsuki Tachibana (Fatal Frame II: Crimson Butterfly 2003)
- Keele Zeibel (Tales of Eternia)
- Kilik (Soul Calibur 1999 Soul Calibur II 2003 Soul Calibur III 2005)
- Masashi Sato (ToHeart)
- Matthew et Merric (Fire Emblem Heroes)
- Motomi Minamotono (Harukanaru Toki no Naka de 2 2001-)
- Natsuki Kariya (Gunparade March (en))
- Raphael (Romancing SaGa -Minstrel Song- 2005)
- Ryu (Super Puzzle Fighter II Turbo 1996)
- Takeru Shirogane (Muv-Luv 2003)
- Takeru Shirogane (Muv-Luv Alternative 2006)
- Shounen (Ever17)
- Souma Akizuki (Shining Wind)
- Sunao Fujimori (Suki na mono wa suki dakara shōganai)
- Takeshi Kuranari (Ever17)
- Vandolf (Shining Force Neo 2005)
- Xion (Shining Tears 2004)
- Yukimura Sanada (Sengoku Basara 2005) (Scorpio in Devil Kings)

### Manga CD
- Daisuke Niwa (D.N.Angel WINK series)
- Hikaru Hitachiin (Ouran High School Host Club 2003-05)
- Joshua Christopher (Chrono Crusade 2001)
- Jun Ichinomiya (Cafe Kichijoji de 1999-)
- Kanata Izumo (Snow)
- Keiichi Maebara (Higurashi no Naku Koro ni 2005-)
- Tomoe Shirosaki (Hanayoi Romanesque 2006)
- Ikuto Touhouin (Nagasarete Airantou)
- Akira Shiraishi (Ai wo Utau yori Ore ni Oborero; Blaue Rosen)
- Jun Yamamoto (Special A)
- Akira (Samurai Deeper Kyo)
- Hiroya Fujimoto (Yatteraneeze! 1996)
- Senri Shiki (Vampire Knight)
- Fujimori Sunao (Suki na mono wa suki dakara shōganai)
- Daimon Masaru (Digimon Savers)